# Parasyrisca
Parasyrisca Schenkel, 1963 è un genere di ragni appartenente alla famiglia Gnaphosidae.

## Distribuzione
Le 49 specie note di questo genere sono state reperite nell'ecozona olartica: la specie dall'areale più vasto è la P. potanini rinvenuta in diverse località della Russia, della Cina e della Mongolia.

## Tassonomia
Le caratteristiche di questo genere sono state descritte dallo studio degli esemplari di P. potanini Schenkel, 1963.
Questo genere venne trasferito dalla famiglia Clubionidae alla famiglia Miturgidae a seguito di un lavoro dell'aracnologo Lehtinen del 1967; quindi è stato spostato qui dopo un lavoro degli aracnologi Ovtsharenko & Marusik del 1988.
Non sono stati esaminati esemplari di questo genere dal 2014.
Attualmente, a ottobre 2015, si compone di 49 specie:
1. Parasyrisca alai Ovtsharenko, Platnick & Marusik, 1995 — Kirghizistan, Pakistan
2. Parasyrisca alexeevi Ovtsharenko, Platnick & Marusik, 1995 — Russia
3. Parasyrisca altaica Ovtsharenko, Platnick & Marusik, 1995 — Kazakistan
4. Parasyrisca andarbag Ovtsharenko, Platnick & Marusik, 1995 — Tagikistan
5. Parasyrisca andreevae Ovtsharenko, Platnick & Marusik, 1995 — Tagikistan
6. Parasyrisca anzobica Ovtsharenko, Platnick & Marusik, 1995 — Tagikistan
7. Parasyrisca arrabonica Szinetár & Eichardt, 2009 — Ungheria
8. Parasyrisca asiatica Ovtsharenko, Platnick & Marusik, 1995 — Russia, Mongolia
9. Parasyrisca balcarica Ovtsharenko, Platnick & Marusik, 1995 — Russia
10. Parasyrisca belengish Ovtsharenko, Platnick & Marusik, 1995 — Russia
11. Parasyrisca belukha Ovtsharenko, Platnick & Marusik, 1995 — Russia
12. Parasyrisca birikchul Ovtsharenko, Platnick & Marusik, 1995 — Russia
13. Parasyrisca breviceps (Kroneberg, 1875) — Tagikistan
14. Parasyrisca bucklei Marusik & Fomichev, 2010 — Russia
15. Parasyrisca caucasica Ovtsharenko, Platnick & Marusik, 1995 — Russia
16. Parasyrisca chikatunovi Ovtsharenko, Platnick & Marusik, 1995 — Tagikistan
17. Parasyrisca gissarika Ovtsharenko, Platnick & Marusik, 1995 — Tagikistan
18. Parasyrisca guzeripli Ovtsharenko, Platnick & Marusik, 1995 — Russia
19. Parasyrisca heimeri Ovtsharenko, Platnick & Marusik, 1995 — Mongolia
20. Parasyrisca helanshan Tang & Zhao, 1998 — Cina
21. Parasyrisca hippai Ovtsharenko, Platnick & Marusik, 1995 — Russia
22. Parasyrisca holmi Ovtsharenko, Platnick & Marusik, 1995 — Russia
23. Parasyrisca iskander Ovtsharenko, Platnick & Marusik, 1995 — Tagikistan
24. Parasyrisca khubsugul Ovtsharenko, Platnick & Marusik, 1995 — Mongolia
25. Parasyrisca koksu Ovtsharenko, Platnick & Marusik, 1995 — Kirghizistan
26. Parasyrisca kurgan Ovtsharenko, Platnick & Marusik, 1995 — Kirghizistan
27. Parasyrisca kyzylart Ovtsharenko, Platnick & Marusik, 1995 — Kirghizistan
28. Parasyrisca logunovi Ovtsharenko, Platnick & Marusik, 1995 — Russia
29. Parasyrisca marusiki Kovblyuk, 2003 — Ucraina
30. Parasyrisca mikhailovi Ovtsharenko, Platnick & Marusik, 1995 — Russia
31. Parasyrisca narynica Ovtsharenko, Platnick & Marusik, 1995 — Kirghizistan, Tagikistan
32. Parasyrisca orites (Chamberlin & Gertsch, 1940) — USA, Canada
33. Parasyrisca otmek Ovtsharenko, Platnick & Marusik, 1995 — Kirghizistan
34. Parasyrisca paironica Ovtsharenko, Platnick & Marusik, 1995 — Tagikistan
35. Parasyrisca pamirica Ovtsharenko, Platnick & Marusik, 1995 — Tagikistan
36. Parasyrisca potanini Schenkel, 1963[2] — Russia, Mongolia, Cina
37. Parasyrisca pshartica Ovtsharenko, Platnick & Marusik, 1995 — Tagikistan
38. Parasyrisca schenkeli Ovtsharenko & Marusik, 1988 — Kazakistan, Mongolia, Cina
39. Parasyrisca shakhristanica Ovtsharenko, Platnick & Marusik, 1995 — Tagikistan
40. Parasyrisca sollers (Simon, 1895) — Mongolia, Cina
41. Parasyrisca songi Marusik & Fritzén, 2009 — Cina
42. Parasyrisca susamyr Ovtsharenko, Platnick & Marusik, 1995 — Kirghizistan
43. Parasyrisca terskei Ovtsharenko, Platnick & Marusik, 1995 — Kirghizistan
44. Parasyrisca turkenica Ovtsharenko, Platnick & Marusik, 1995 — Turchia
45. Parasyrisca tyshchenkoi Ovtsharenko, Platnick & Marusik, 1995 — Russia
46. Parasyrisca ulykpani Ovtsharenko, Platnick & Marusik, 1995 — Russia, Mongolia
47. Parasyrisca vakhanski Ovtsharenko, Platnick & Marusik, 1995 — Tagikistan
48. Parasyrisca vinosa (Simon, 1878) — Europa
49. Parasyrisca vorobica Ovtsharenko, Platnick & Marusik, 1995 — Tagikistan

### Sinonimi
- Parasyrisca lugubris (Schenkel, 1963); posta in sinonimia con P. potanini Schenkel, 1963 a seguito di uno studio degli aracnologi Ovtsharenko, Platnick & Marusik del 1995[1].
- Parasyrisca minor (Schenkel, 1963); posta in sinonimia con P. potanini Schenkel, 1963 a seguito di uno studio degli aracnologi Ovtsharenko, Platnick & Marusik del 1995.
- Parasyrisca qinghaiensis (Hu, 2001); trasferita qui dal genere Drassodes e posta in sinonimia con P. schenkeli Ovtsharenko & Marusik, 1988, a seguito di un lavoro degli aracnologi Song, Zhu & Zhang del 2004.

### Omonimia
- Alcuni esemplari aventi la denominazione Parasyrisca potanini (Schenkel, 1963), sono stati trasferiti qui dall'ex-genere Syrisca e, successivamente, posti in omonimia con P. schenkeli[1].